# Doudleby
Doudleby (deutsch Teindles) ist eine Gemeinde in Tschechien. Sie liegt elf Kilometer südlich des Stadtzentrums von Budweis und gehört zum Okres České Budějovice.

## Geographie

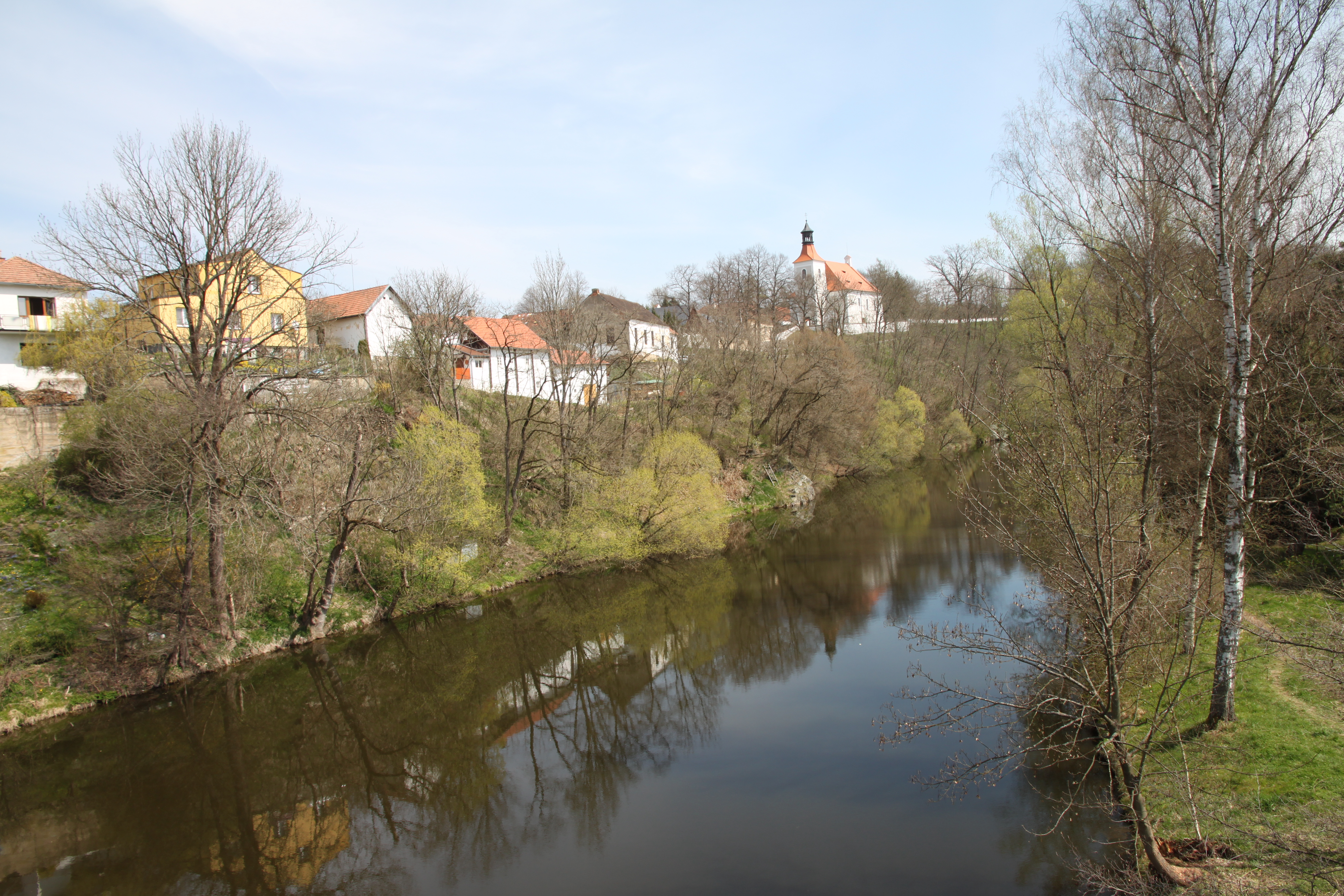
Ortsansicht Doudleby

Doudleby befindet sich in einer Flussschleife rechtsseitig der Maltsch. Oberhalb des Ortsteiles Straňany mündet die Strobnitz in die Maltsch.
Nachbarorte sind Heřmaň im Norden, Borovnice im Nordosten, Střížov im Osten, Straňany im Süden, Borek im Südwesten, Plavnice, Amerika und Kamenný Újezd im Westen sowie Plav im Nordwesten.

## Geschichte
Im 9. und 10. Jahrhundert befand sich in dem Flussknie der Maltsch eine slawische Burgstätte als Zentrum des Stammes der Dúdlebi. In der Chronica Boemorum wurde Doudleby durch Cosmas von Prag für das Jahr 981 als einer der Sitze des legendären Slavnikidenfürsten Slavník angegeben.
Der Ort befand sich am Weitraer Steig, einer alten Handelsverbindung zwischen Böhmen und Österreich. Die erste urkundliche Erwähnung von Doubleby stammt von 1175.
Bis ins 16. Jahrhundert war der Ort Sitz des Geschlechts Doudlebský von Doudleby, das sich ursprünglich von Cipína nannte. Mit dem Tode von Peter Doudlebský erlosch 1550 die Linie im Mannesstamme. Doudlebský hatte 1522 die halbe Herrschaft an Wenzel Metelsky von Feldorf verkauft. Die andere Hälfte besaß die Familie Slavkovský von Šonov. Den Feldorfschen Anteil erwarb 1544 die Stadt Budweis zu Gunsten der Kirchen St. Prokop, St. Nikolaus und St. Wenzel, den anderen Teil erwarb später Wilhelm von Rosenberg und schlug ihn der Herrschaft Třeboň zu.
Zum Ende des 16. Jahrhunderts benannte sich erneut eine Familie nach dem Ort. Erster Vertreter war der 1591 in Budweis verstorbene Georg Ziegler Doudlebsky, der angeblich ein Nachfahre der Doudlebský von Doudleby gewesen sein soll. Seine Nachfahren nannten sich Daublebský und waren angesehene Budweiser Bürger. Nach der Schlacht am Weißen Berg wurde den Daublebský wegen ihrer Loyalität zum Kaiser 1620 ein Wappen und der Titel Daublebský von Sterneck verliehen.
Nach dem Tode Peter Wok von Rosenbergs fiel der Třeboner Anteil 1611 an Johann Georg von Schwanberg, der 1621 auf Aufständischer seinen gesamten Besitz verlor. 1660 kaufte Johann Adolf von Schwarzenberg die halbe Herrschaft vom Kaiser. Bis zur Aufhebung der Patrimonialherrschaften im Jahre 1848 blieb die Teilung in den Wittingauer und den Budweiser Anteil erhalten.
1850 wurden die selbständigen Gemeinden Doudleby und Straňany zu einer Gemeinde im Bezirk Budweis vereinigt, der neue Ort erhielt den Namen Gemeinde Teindles und Stranian (Obec Doudlebská a Straňanská) und hatte drei Bürgermeister – für jedes Dorf einen und noch einen gemeinsamen.
1868 wurde in Doudleby der 16. Grundstein für das Národní divadlo in Prag gebrochen und am 12. Mai von Budweis nach Prag verschifft.
Das Kirchpatronat in Doudleby hatte das Haus Schwarzenberg bis 1934 inne.
1976 wurde Plav eingemeindet, seit 1990 ist der Ort wieder selbständig. Im Jahre 2002 wurde das Dorf am 7. und 8. August sowie 12. und 13. August durch das schwerste Hochwasser in seiner Geschichte betroffen.

## Gemeindegliederung
Die Gemeinde Doudleby besteht aus den Ortsteilen Doudleby (Teindles) und Straňany (Stranian) sowie den Wohnplätzen Amerika und Hastrman.

## Bevölkerungsentwicklung
| Jahr      | 1869 | 1880 | 1890 | 1900 | 1910 | 1921 | 1930 | 1950 | 1961 | 1970 | 1980 | 1991 | 2001 | 2011 | 2021 |
| --------- | ---- | ---- | ---- | ---- | ---- | ---- | ---- | ---- | ---- | ---- | ---- | ---- | ---- | ---- | ---- |
| Einwohner | 491  | 523  | 512  | 492  | 503  | 454  | 437  | 371  | 381  | 357  | 367  | 355  | 354  | 436  | 482  |

## Sehenswürdigkeiten
- slawische Burgstätte
- Kirche St. Vinzenz, nachweisbar seit 1143. Der jetzige Bau entstand in der ersten Hälfte des 13. Jahrhunderts im gotischen Stil. Er wurde zwischen 1706 und 1709 unter Adam Franz Karl Fürst zu Schwarzenberg durch Paul Ignaz Bayer und Peter de Maggi barockisiert und mit einem neuen Turmanbau versehen. In der Kirche befindet sich am Hauptaltar das wundertätige Bild der Schwarzen Madonna von Doudleby aus der Zeit um 1420. Das Original befindet sich im Nationalmuseum in Prag; für die Kirche wurde es 1978 durch eine Kopie ersetzt. Die ursprünglich beidseitig bemalte Tafel wurde 1907 bei der Restaurierung in zwei Teile zerlegt, die Rückseite stellt die "Anbetung des Christkindes in der Krippe" dar.
- Kapelle der Hl. Barbara, erbaut 1680 durch Cyprian von Velešín
- Steinerne Pieta, geschaffen 1756 vom Budweiser Bildhauer Leopold Huber
- Čapkův most, die nach dem Budweiser Ehrenbürger und Archivar František Miroslav Čapek benannte Brücke entstand zwischen 1928 und 1929

## Söhne und Töchter der Gemeinde
- František Kříž (1880–1968), Stadtsekretär von Pilsen und Buchenwaldhäftling
- František Vávra (1889–1980), tschechoslowakischer Brigadegeneral, geboren in Straňany
- Oldřich Nouza (1903–1974), linker Dichter, Journalist und Maler